# جينيفر دولسكي
جينيفر دولسكي (بالإنجليزية: Jennifer Dulski)‏ وهي مديرة تنفيذية للتقنية في وادي السليكون.غادرت جوجل في يناير 2013 لتصبح رئيسًا ومديرًا تنفيذيًا لـChange.org.

## حياتها
كانت دولسكي واحدة من أول 500 موظف في شركة ياهو! وتم ترقيتها خلال فترة خدمتها البالغة 9 سنوات لتصبح في النهاية نائبة لرئيس المجموعة ومديرة عامة للمجال المحلي والتجاري. وبعد ياهو، كانت شريكًا مؤسسًا ومديرًا تنفيذيًا لـ The Dealmap والذي اشترته شركة جوجل في عام 2011 ، حيث قضت عامين تقريبًا كمديرة تنفيذية.
كان أول عمل لـ دولسكي بعد الجامعة هو تأسيس وتشغيل سمربريدج بيتسبرغ (وهو جزء من Breakthrough Collaborative) ، وهي منظمة غير ربحية تساعد طلاب المدارس المتوسطة الذين لا يحصلون على رواتب كبيرة على الالتحاق بالكليات وإعداد طلاب المدارس الثانوية والكليات للعمل في مجال التعليم. وهي تعمل حاليًا في مجلس لشركة Move. Inc وموقع وادي السيليكون التابع لـ The Breakthrough Collaborative.
انضمت دولسكي إلى Change.org بعد اتخاذ إجراء بشأن عريضة بدأها والد ترافيون مارتن والذي تم تعيينه لاحقًا للانضمام إلى الفريق كمدير تنفيذي جديد.